# Bazugues
Bazugues (Basugas en gascon) est une commune française située dans le sud du département du Gers, en région Occitanie. Sur le plan historique et culturel, la commune est dans le pays d'Astarac, un territoire du sud gersois très vallonné, au sol argileux, qui longe le plateau de Lannemezan.
Exposée à un climat océanique altéré, elle est drainée par l'Osse, le ruisseau de la Bassoue et par divers autres petits cours d'eau. La commune possède un patrimoine naturel remarquable composé d'une zone naturelle d'intérêt écologique, faunistique et floristique.
Bazugues est une commune rurale qui compte 62 habitants en 2022, après avoir connu un pic de population de 186 habitants en 1861.  Ses habitants sont appelés les Bazuguais ou  Bazuguaises.

## Géographie

### Localisation
Bazugues est une commune de Gascogne située sur l'Osse et faisant partie de la région historique de l'Astarac.

### Communes limitrophes
Les communes limitrophes sont  Laas, Miélan, Ponsampère, Saint-Maur, Saint-Michel et Sainte-Dode.
| Laas   | Saint-Maur  |              |
| Miélan | Bazugues    | Ponsampère   |
|        | Sainte-Dode | Saint-Michel |

### Géologie et relief
Bazugues se situe en zone de sismicité 2 (sismicité faible).

### Hydrographie

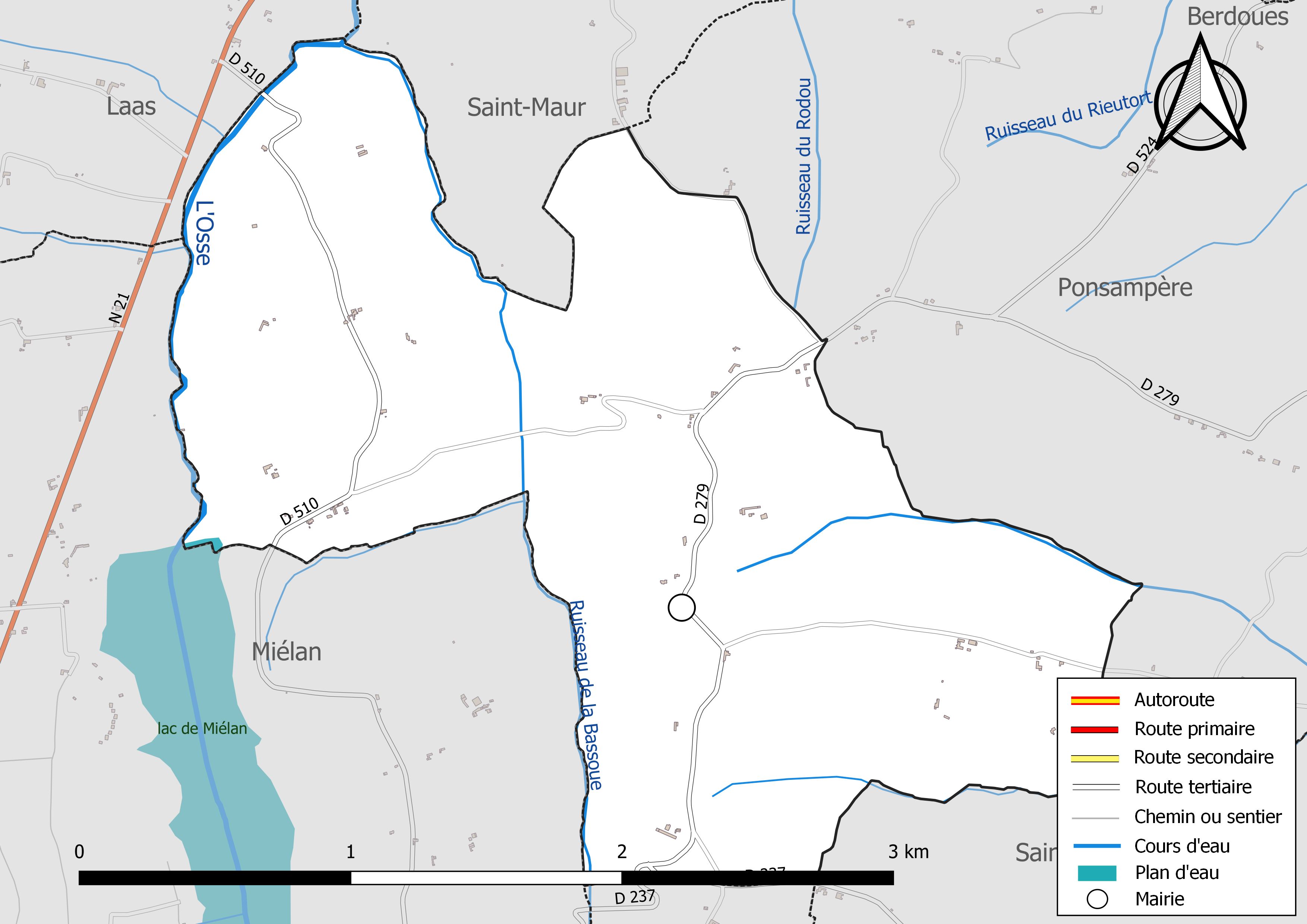
Réseaux hydrographique et routier de Bazugues.

La commune est dans le bassin de la Garonne, au sein du bassin hydrographique Adour-Garonne. Elle est drainée par l'Osse et le ruisseau de la Bassoue et par divers petits cours d'eau, qui constituent un réseau hydrographique de 6 km de longueur totale,.
L'Osse, d'une longueur totale de 120,3 km, prend sa source dans la commune de Bernadets-Debat et s'écoule vers le nord. Il traverse la commune et se jette dans la Gélise à Andiran, après avoir traversé 36 communes.

### Climat
Pour des articles plus généraux, voir Climat de l'Occitanie et Climat du Gers.
En 2010, le climat de la commune est de type climat océanique altéré, selon une étude s'appuyant sur une série de données couvrant la période 1971-2000. En 2020, Météo-France publie une typologie des climats de la France métropolitaine dans laquelle la commune est dans une zone de transition entre le climat océanique altéré et le climat de montagne ou de marges de montagne et est dans la région climatique Aquitaine, Gascogne, caractérisée par une pluviométrie abondante au printemps, modérée en automne, un faible ensoleillement au printemps, un été chaud (19,5 °C), des vents faibles, des brouillards fréquents en automne et en hiver et des orages fréquents en été (15 à 20 jours).
Pour la période 1971-2000, la température annuelle moyenne est de 13,3 °C, avec une amplitude thermique annuelle de 14,7 °C. Le cumul annuel moyen de précipitations est de 891 mm, avec 10,7 jours de précipitations en janvier et 6,7 jours en juillet. Pour la période 1991-2020, la température moyenne annuelle observée sur la station météorologique la plus proche, située sur la commune de Sadeillan à 6 km à vol d'oiseau, est de 13,6 °C et le cumul annuel moyen de précipitations est de 900,9 mm,. Pour l'avenir, les paramètres climatiques de la commune estimés pour 2050 selon différents scénarios d'émission de gaz à effet de serre sont consultables sur un site dédié publié par Météo-France en novembre 2022.

### Milieux naturels et biodiversité

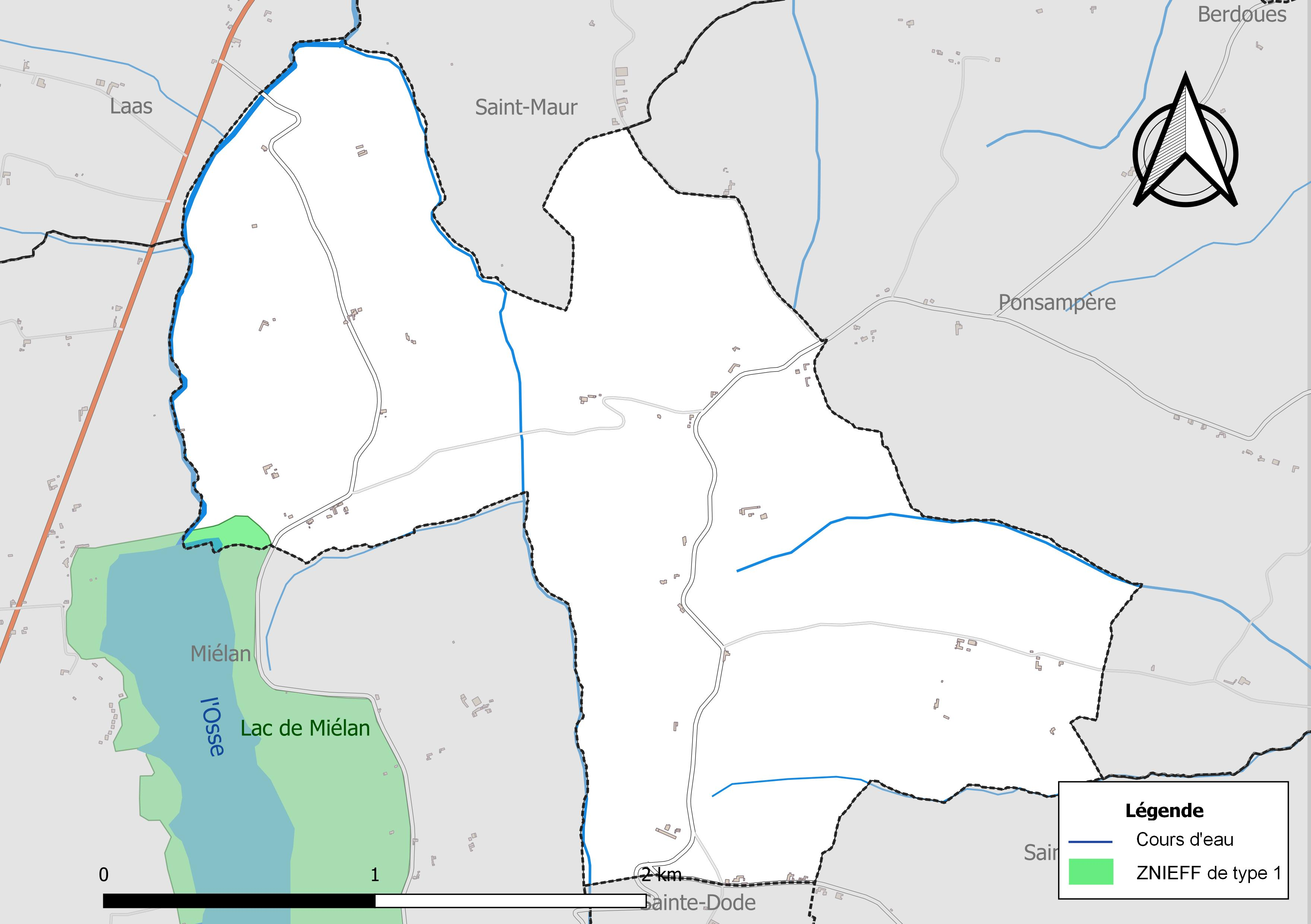
Carte de la ZNIEFF de type 1 localisée sur la commune.

L’inventaire des zones naturelles d'intérêt écologique, faunistique et floristique (ZNIEFF) a pour objectif de réaliser une couverture des zones les plus intéressantes sur le plan écologique, essentiellement dans la perspective d’améliorer la connaissance du patrimoine naturel national et de fournir aux différents décideurs un outil d’aide à la prise en compte de l’environnement dans l’aménagement du territoire.
Une ZNIEFF de type 1 est recensée sur la commune :
le « lac de Miélan » (195 ha), couvrant 3 communes du département.

## Urbanisme

### Typologie
Au 1er janvier 2024, Bazugues est catégorisée commune rurale à habitat très dispersé, selon la nouvelle grille communale de densité à sept niveaux définie par l'Insee en 2022.
Elle est située hors unité urbaine et hors attraction des villes,.

### Occupation des sols
L'occupation des sols de la commune, telle qu'elle ressort de la base de données européenne d’occupation biophysique des sols Corine Land Cover (CLC), est marquée par l'importance des territoires agricoles (74,9 % en 2018), une proportion identique à celle de 1990 (74,9 %). La répartition détaillée en 2018 est la suivante : 
zones agricoles hétérogènes (34,2 %), forêts (24,9 %), terres arables (20,8 %), prairies (19,9 %), eaux continentales (0,2 %). L'évolution de l’occupation des sols de la commune et de ses infrastructures peut être observée sur les différentes représentations cartographiques du territoire : la carte de Cassini (XVIIIe siècle), la carte d'état-major (1820-1866) et les cartes ou photos aériennes de l'IGN pour la période actuelle (1950 à aujourd'hui).

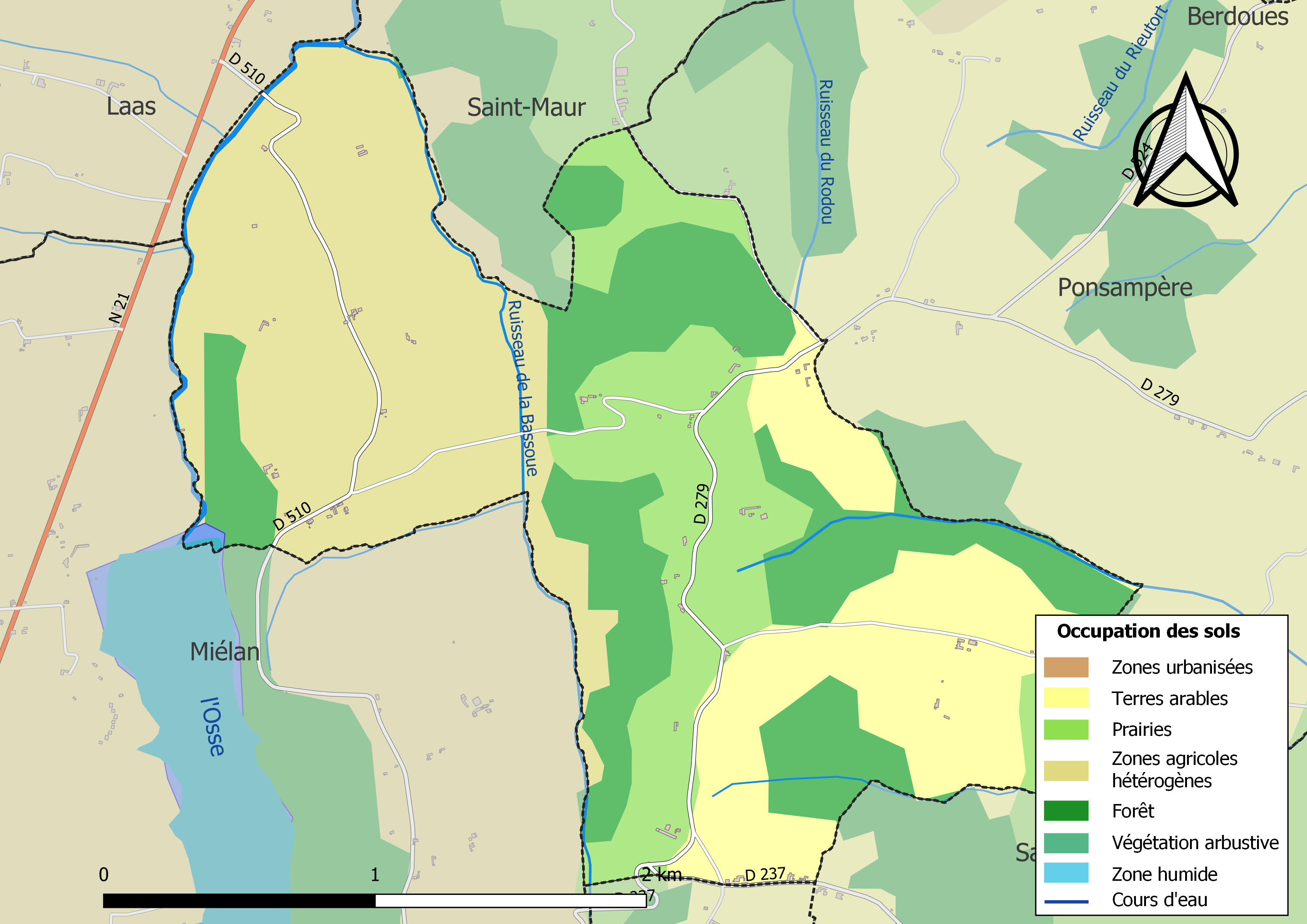
Carte des infrastructures et de l'occupation des sols de la commune en 2018 (CLC).

### Risques majeurs
Le territoire de la commune de Bazugues est vulnérable à différents aléas naturels : météorologiques (tempête, orage, neige, grand froid, canicule ou sécheresse) et séisme (sismicité faible). Un site publié par le BRGM permet d'évaluer simplement et rapidement les risques d'un bien localisé soit par son adresse soit par le numéro de sa parcelle.

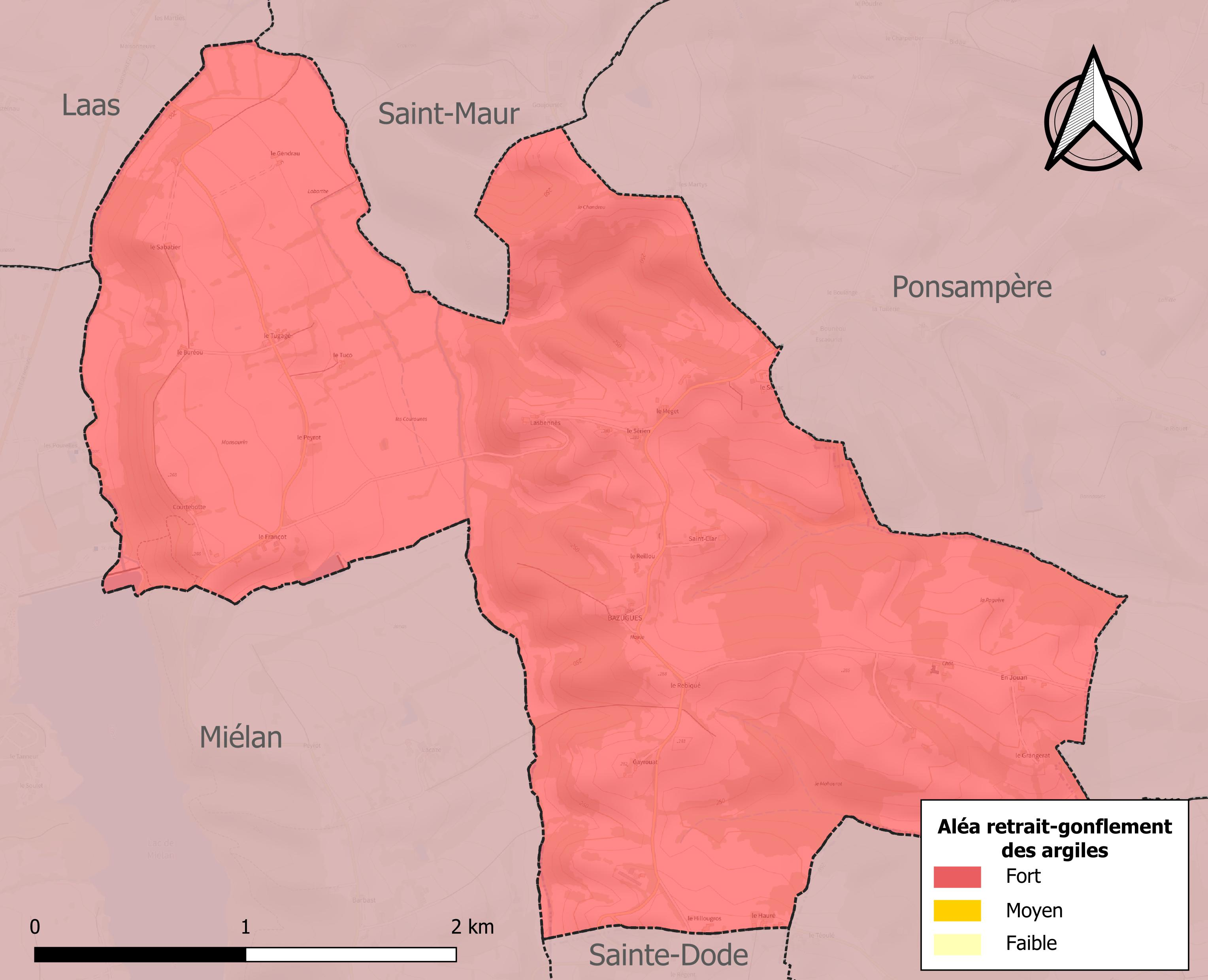
Carte des zones d'aléa retrait-gonflement des sols argileux de Bazugues.

Le retrait-gonflement des sols argileux est susceptible d'engendrer des dommages importants aux bâtiments en cas d’alternance de périodes de sécheresse et de pluie. La totalité de la commune est en aléa moyen ou fort (94,5 % au niveau départemental et 48,5 % au niveau national). Sur les 36 bâtiments dénombrés sur la commune en 2019, 36 sont en aléa moyen ou fort, soit 100 %, à comparer aux 93 % au niveau départemental et 54 % au niveau national. Une cartographie de l'exposition du territoire national au retrait gonflement des sols argileux est disponible sur le site du BRGM,.
Par ailleurs, afin de mieux appréhender le risque d’affaissement de terrain, l'inventaire national des cavités souterraines permet de localiser celles situées sur la commune.
La commune a été reconnue en état de catastrophe naturelle au titre des dommages causés par les inondations et coulées de boue survenues en 1999 et 2009. Concernant les mouvements de terrains, la commune a été reconnue en état de catastrophe naturelle au titre des dommages causés par la sécheresse en 1989, 1996 et 2012 et par des mouvements de terrain en 1999.

## Toponymie

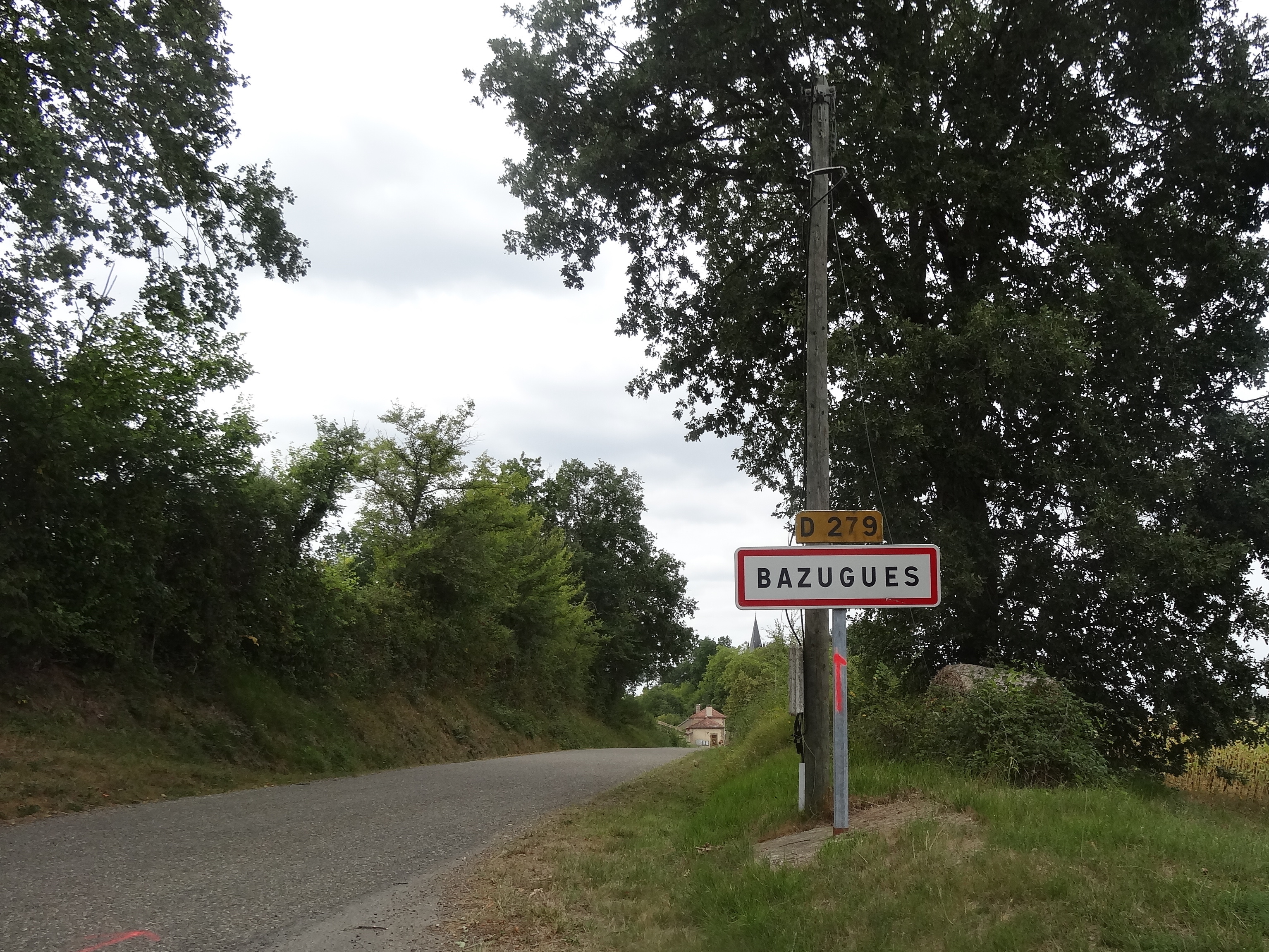
Panneau d'entrée.

## Politique et administration

### Liste des maires

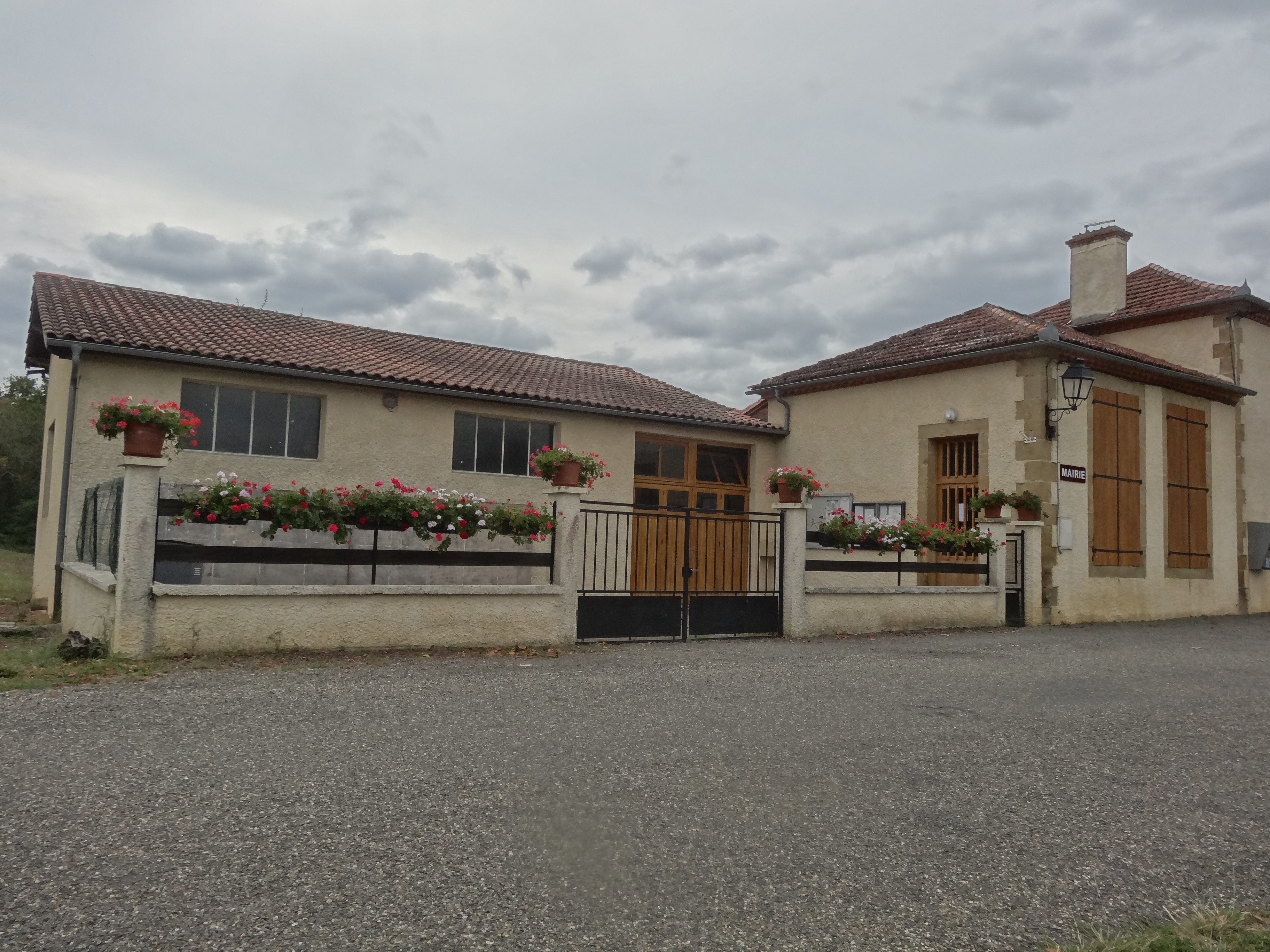
La mairie.

| Période | Période  | Identité                         | Étiquette | Qualité |
| ------- | -------- | -------------------------------- | --------- | ------- |
| 1790    | 1793     | François Baudean De Sanssot (de) |           |         |
| 1793    | 1797     | Thomas Lasnennes                 |           |         |
| 1797    | 1798     | Jacques Bonneau                  |           |         |
| 1798    | 1815     | Thomas Lasbennes                 |           |         |
| 1815    | 1830     | Bernard Baudean De Sanssot (de)  |           |         |
| 1830    | 1865     | François Bonneau                 |           |         |
| 1865    | 1878     | Mathieu Laporte                  |           |         |
| 1878    | 1881     | Xavier Bonneau                   |           |         |
| 1881    | 1883     | Mathieu Laporte                  |           |         |
| 1883    | 1884     | Frix Debats                      |           |         |
| 1884    | 1906     | Xavier Bonneau                   |           |         |
| 1906    | 1929     | Ovide Laporte                    |           |         |
| 1929    | 1947     | Charles Magne                    |           |         |
| 1947    | 1977     | Joseph Dufis                     |           |         |
| 1977    | 2007     | Edmond Montégut                  | DVD       |         |
| 2008    | En cours | Jean-Noël Jammet                 | SE        | Employé |

## Population et société

### Démographie
| 1793 | 1800 | 1806 | 1821 | 1831 | 1841 | 1846 | 1851 | 1856 |
| ---- | ---- | ---- | ---- | ---- | ---- | ---- | ---- | ---- |
| 140  | 131  | 132  | 133  | 166  | 176  | 180  | 178  | 172  |

| 1861 | 1866 | 1872 | 1876 | 1881 | 1886 | 1891 | 1896 | 1901 |
| ---- | ---- | ---- | ---- | ---- | ---- | ---- | ---- | ---- |
| 186  | 177  | 171  | 169  | 165  | 175  | 173  | 161  | 146  |

| 1906 | 1911 | 1921 | 1926 | 1931 | 1936 | 1946 | 1954 | 1962 |
| ---- | ---- | ---- | ---- | ---- | ---- | ---- | ---- | ---- |
| 156  | 150  | 125  | 119  | 111  | 120  | 100  | 89   | 69   |

| 1968 | 1975 | 1982 | 1990 | 1999 | 2006 | 2011 | 2016 | 2021 |
| ---- | ---- | ---- | ---- | ---- | ---- | ---- | ---- | ---- |
| 68   | 57   | 56   | 67   | 55   | 57   | 71   | 59   | 59   |

| 2022 | - | - | - | - | - | - | - | - |
| ---- | - | - | - | - | - | - | - | - |
| 62   | - | - | - | - | - | - | - | - |

### Manifestations culturelles et festivités
- Fête patronale : 20 janvier[25].

## Économie

### Emploi
|                | 2008  | 2013  | 2018  |
| -------------- | ----- | ----- | ----- |
| Commune        | 6,3 % | 14 %  | 15 %  |
| Département    | 6,1 % | 7,5 % | 8,2 % |
| France entière | 8,3 % | 10 %  | 10 %  |

En 2018, la population âgée de 15 à 64 ans s'élève à 37 personnes, parmi lesquelles on compte 90 % d'actifs (75 % ayant un emploi et 15 % de chômeurs) et 10 % d'inactifs,. En  2018, le taux de chômage communal (au sens du recensement) des 15-64 ans est supérieur à celui de la France et du département, alors qu'il était inférieur à celui de la France en 2008.
La commune est hors attraction des villes,. Elle compte 15 emplois en 2018, contre 13 en 2013 et 7 en 2008. Le nombre d'actifs ayant un emploi résidant dans la commune est de 28, soit un indicateur de concentration d'emploi de 53,7 % et un taux d'activité parmi les 15 ans ou plus de 69,2 %.
Sur ces 28 actifs de 15 ans ou plus ayant un emploi, 13 travaillent dans la commune, soit 47 % des habitants. Pour se rendre au travail, 83,3 % des habitants utilisent un véhicule personnel ou de fonction à quatre roues et 16,7 % n'ont pas besoin de transport (travail au domicile).

### Activités hors agriculture
10 établissements sont implantés  à Bazugues au 31 décembre 2019.
Le secteur des activités spécialisées, scientifiques et techniques et des activités de services administratifs et de soutien est prépondérant sur la commune puisqu'il représente 40 % du nombre total d'établissements de la commune (4 sur les 10 entreprises implantées  à Bazugues), contre 14,4 % au niveau départemental.

### Agriculture
|               | 1988 | 2000 | 2010 | 2020 |
| ------------- | ---- | ---- | ---- | ---- |
| Exploitations | 8    | 6    | 9    | 4    |
| SAU (ha)      | 261  | 170  | 137  | 103  |

La commune est dans l'Astarac, une petite région agricole englobant tout le Sud du départementle centre-nord du département du Gers, un quart de sa superficie, et correspond au pied de lʼéventail gascon. En 2020, l'orientation technico-économique de l'agriculture  sur la commune est la polyculture et/ou le polyélevage. Quatre exploitations agricoles ayant leur siège dans la commune sont dénombrées lors du recensement agricole de 2020 (huit en 1988). La superficie agricole utilisée est de 103 ha,,.

## Culture locale et patrimoine

### Lieux et monuments

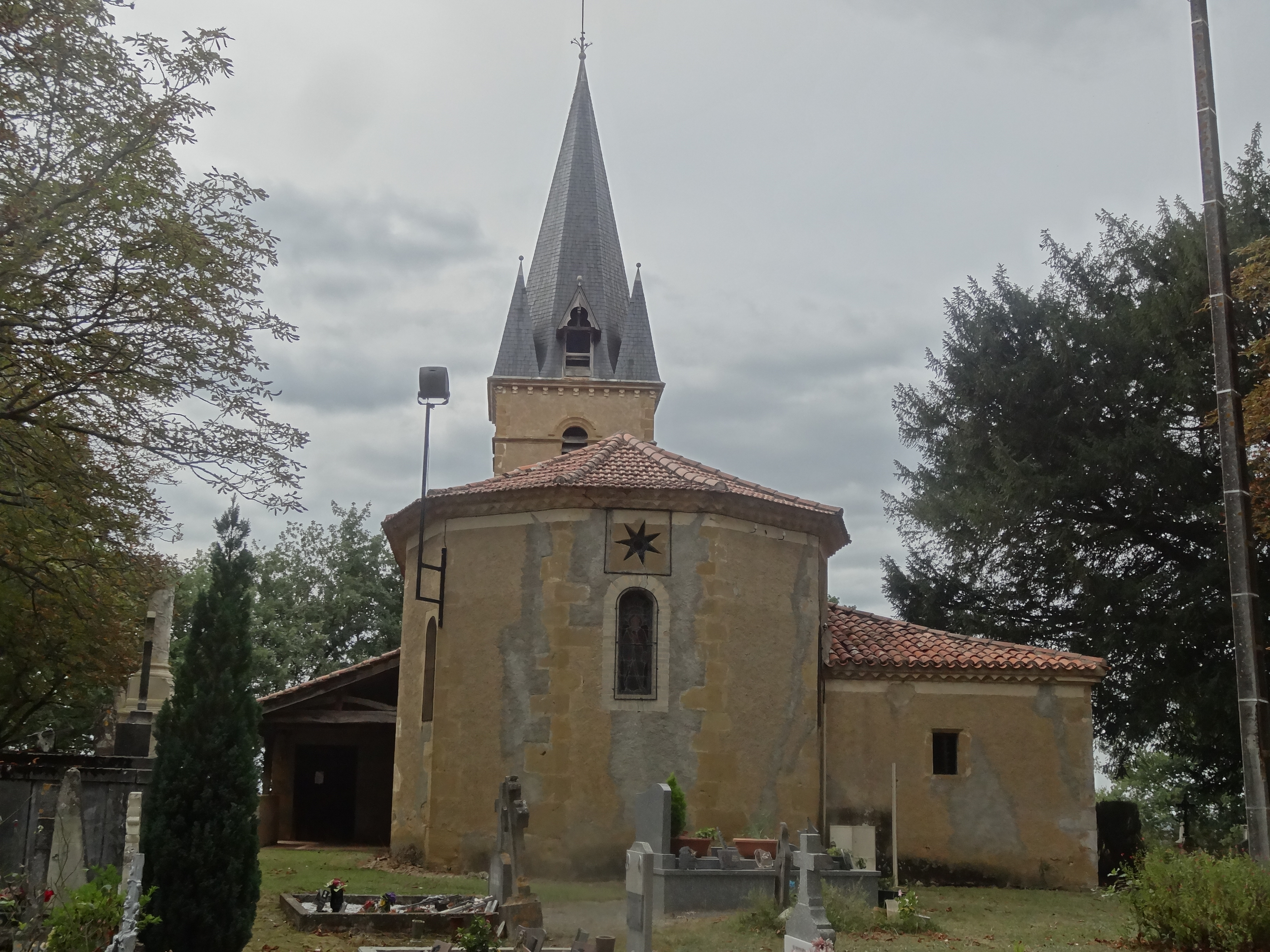
L'église Saint-Sébastien de Bazugues

- L'église Saint-Sébastien de Bazugues succède entre 1863 et 1865 à un édifice du XVIe siècle. Elle abrite des tableaux du peintre toulousain Espine datant du début du XVIIe siècle.
- Le barrage de Bazugues a été conçu pour permettre le maintien du cours de l'Osse en période d'étiage.
- L'église Saint-Exupère de Monsaurin.
- Site castral de Gendrau. La carte de Cassini indique une maison noble à « Gendrau », au nord de Monsaurin. Le plan cadastral de 1824 porte un « château de Labarthe »[29]. Le bâtiment principal visible en 1824 n’existe plus en élévation. Propriété privée, ne se visite pas.
- Ancien château de Lasbennès. La carte de Cassini mentionne le château de « Lasbenes », au nord du village de Bazugues. Propriété privée, ne se visite pas.
- Château de Sansot. Edifié au XVIe ou XVIIe siècle pour la famille Baron. Aménagé au milieu du XIXe siècle dans un style néo-Renaissance[30]. Propriété privée, ne se visite pas.

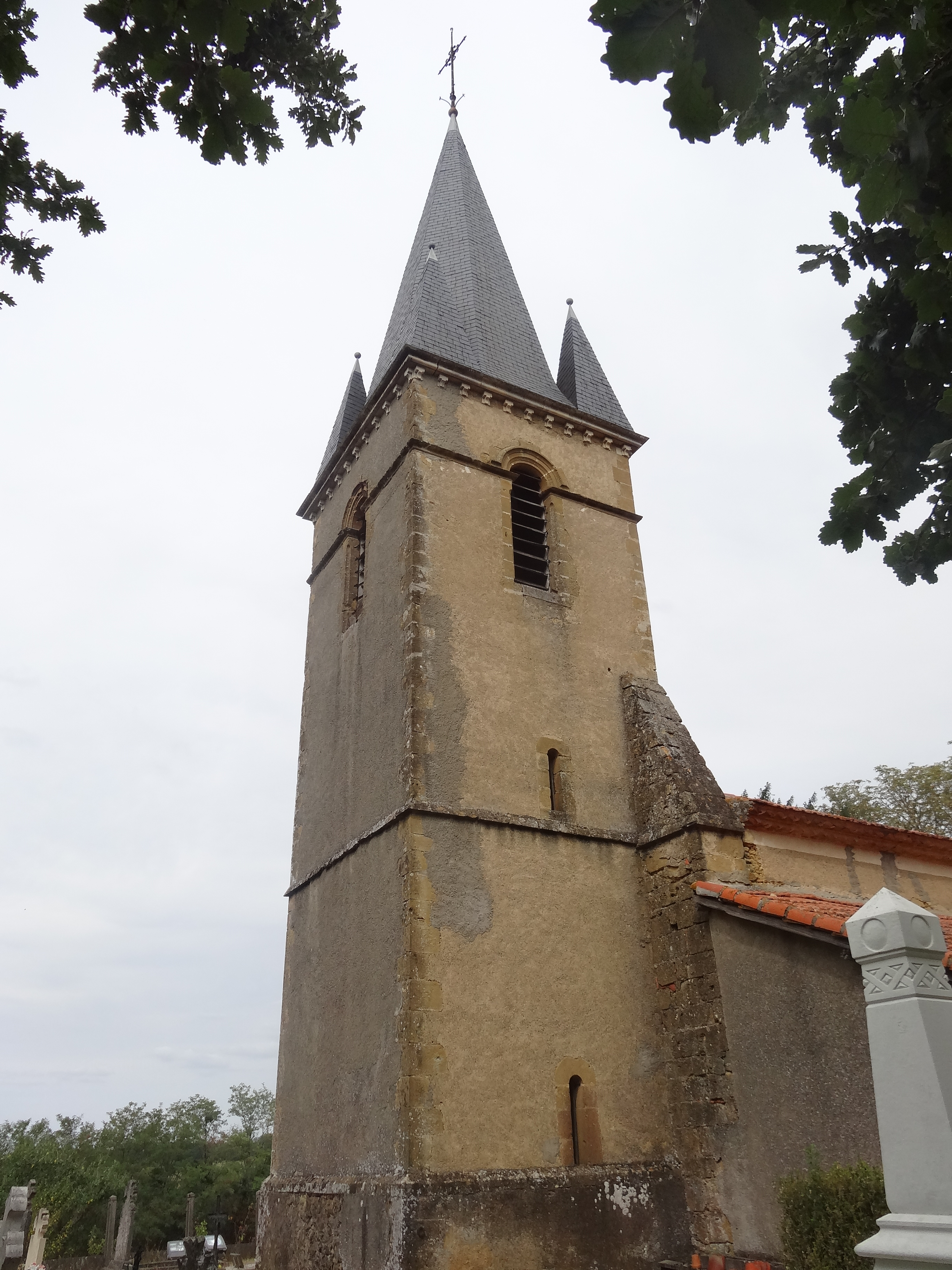
Le clocher de l'église.
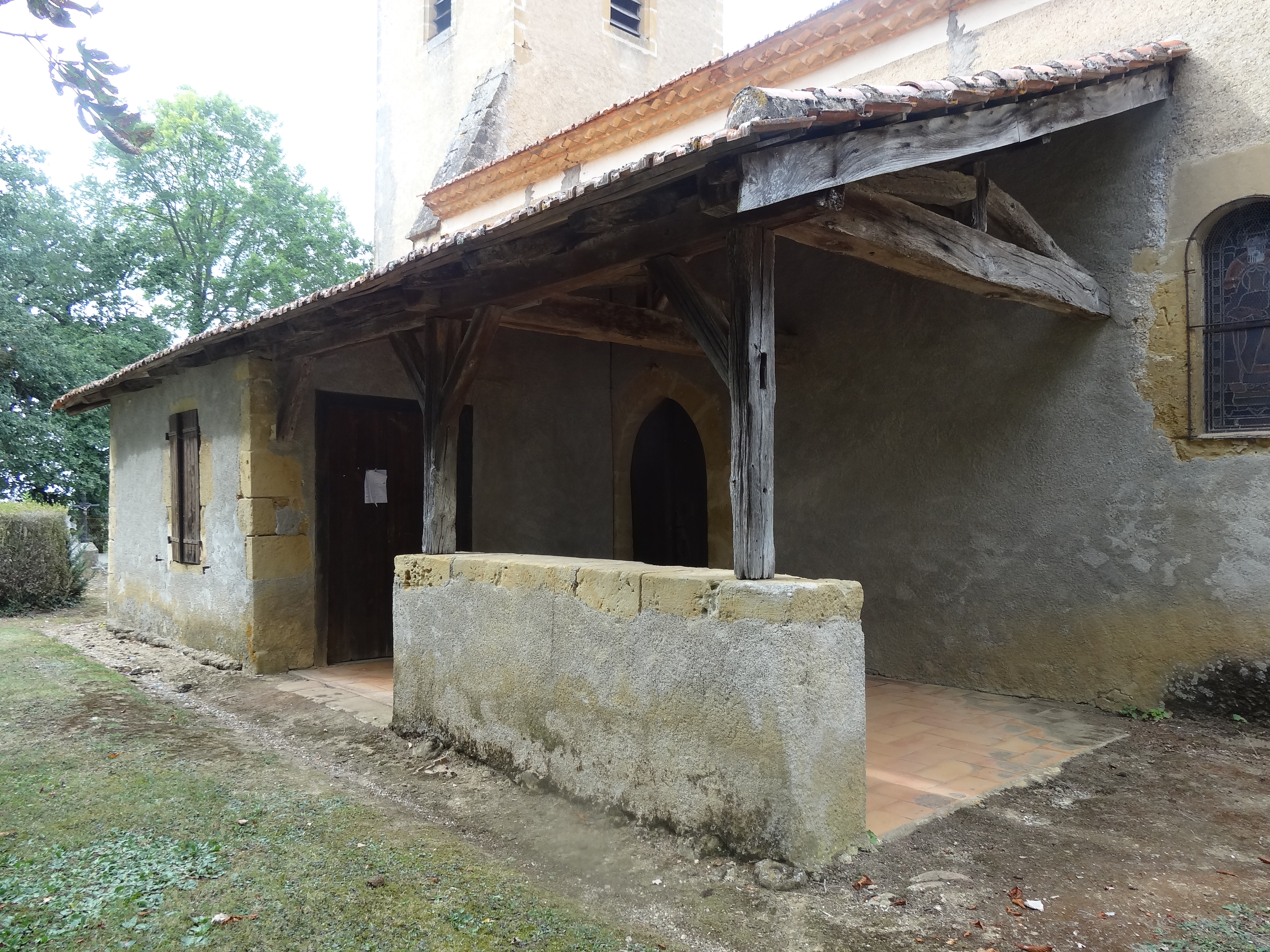
Porche de l'église.
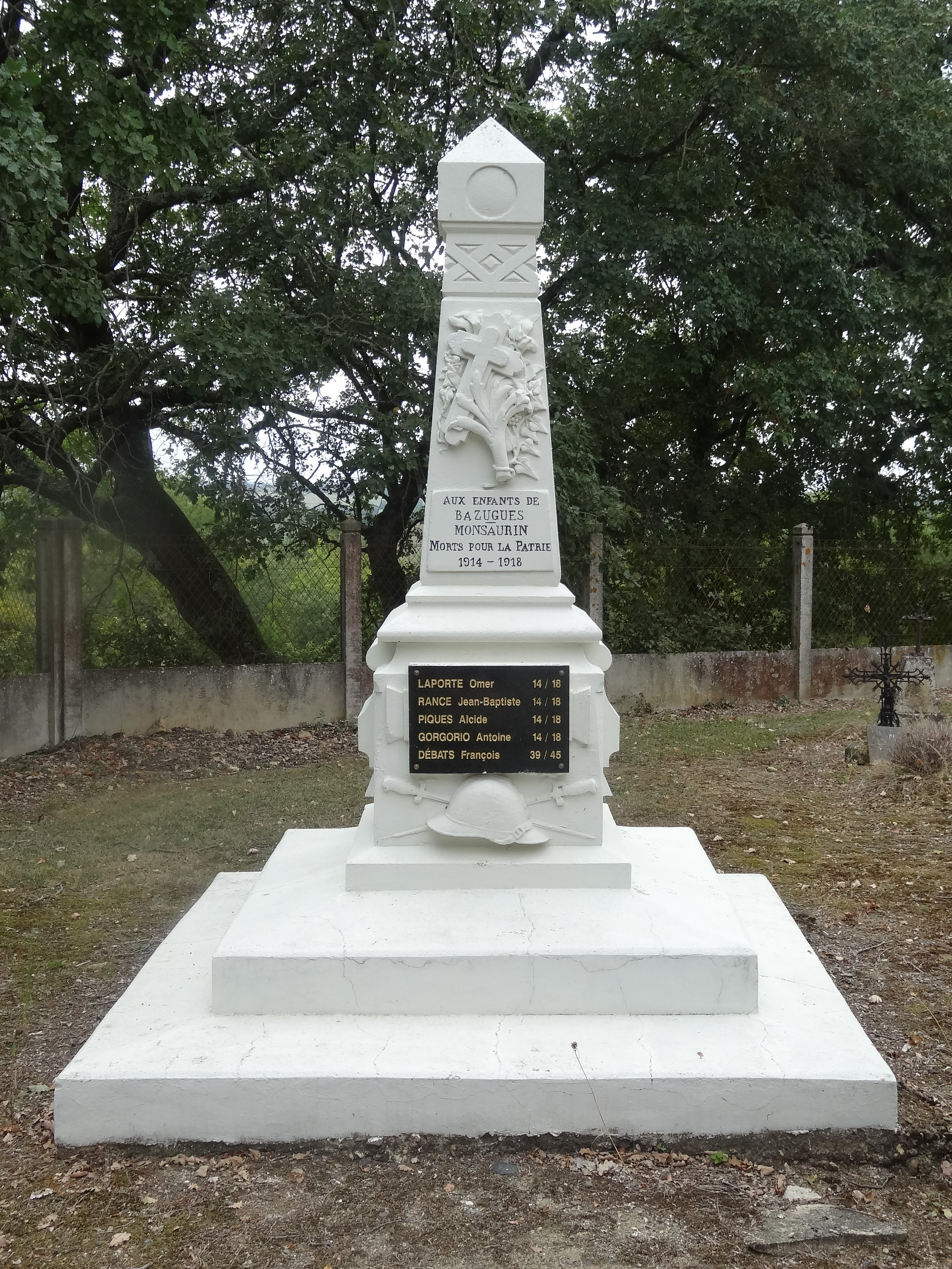
Le monument aux morts.
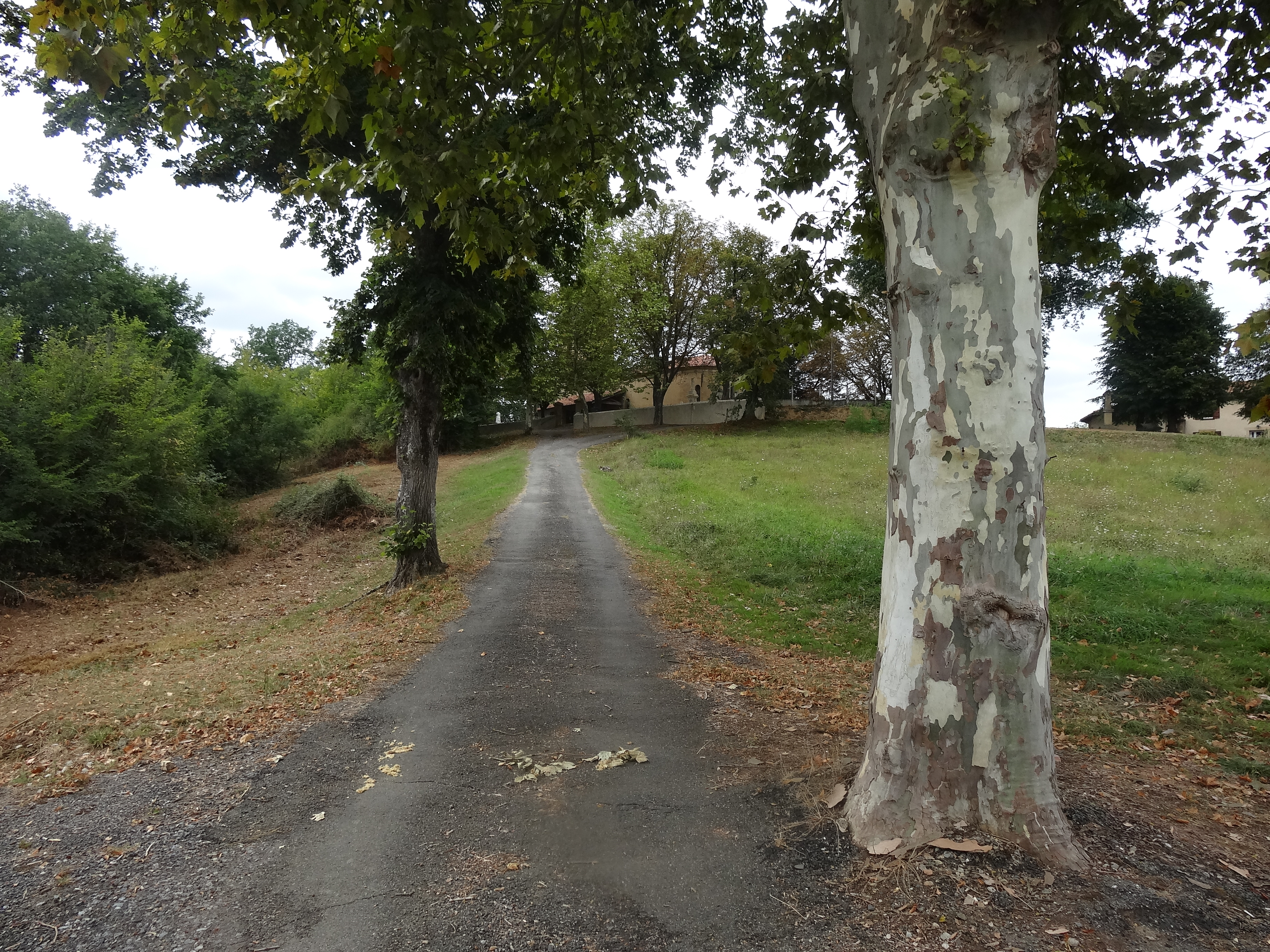
Voie menant à l’église.
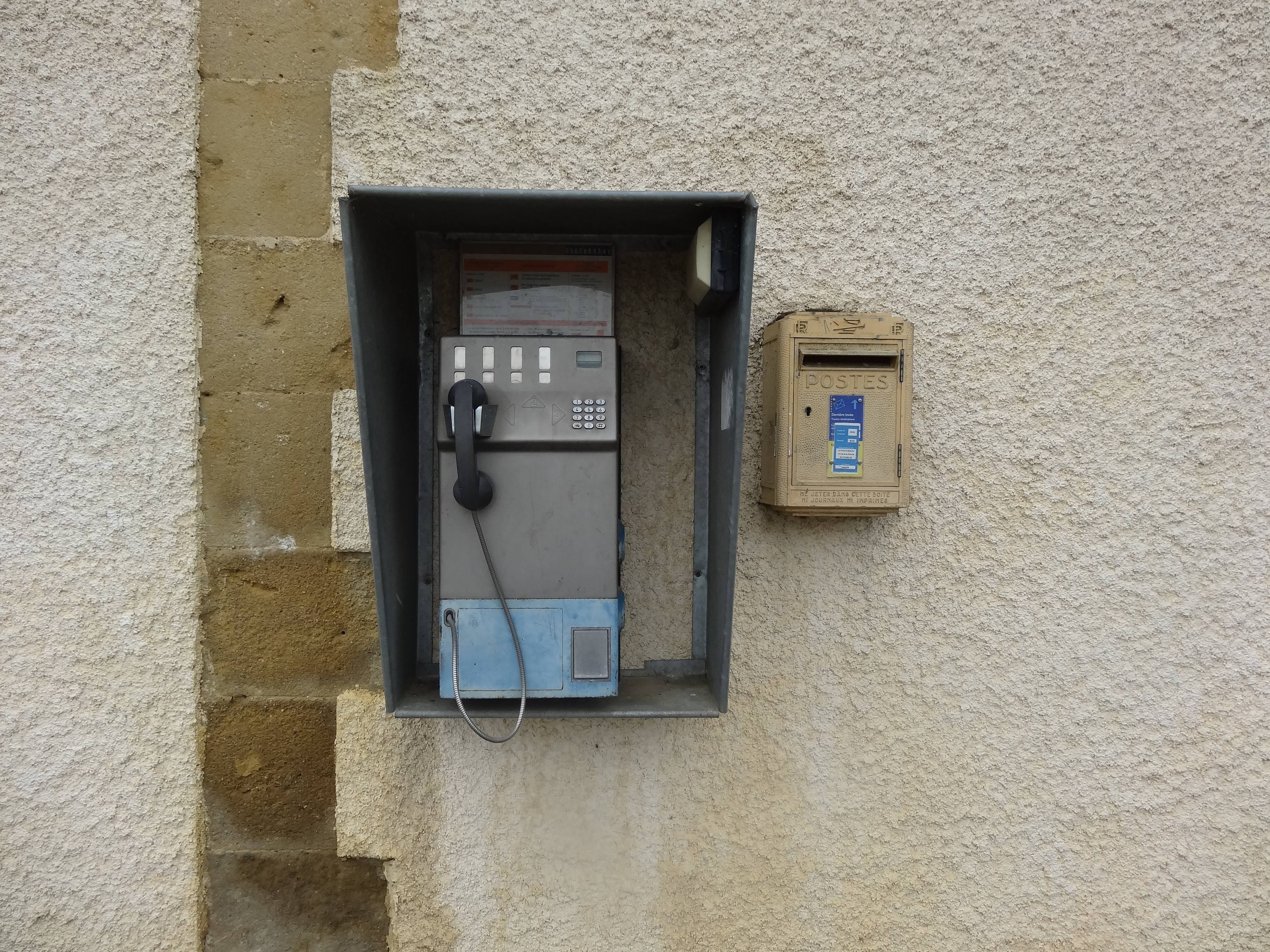
Installations téléphonique et postale.
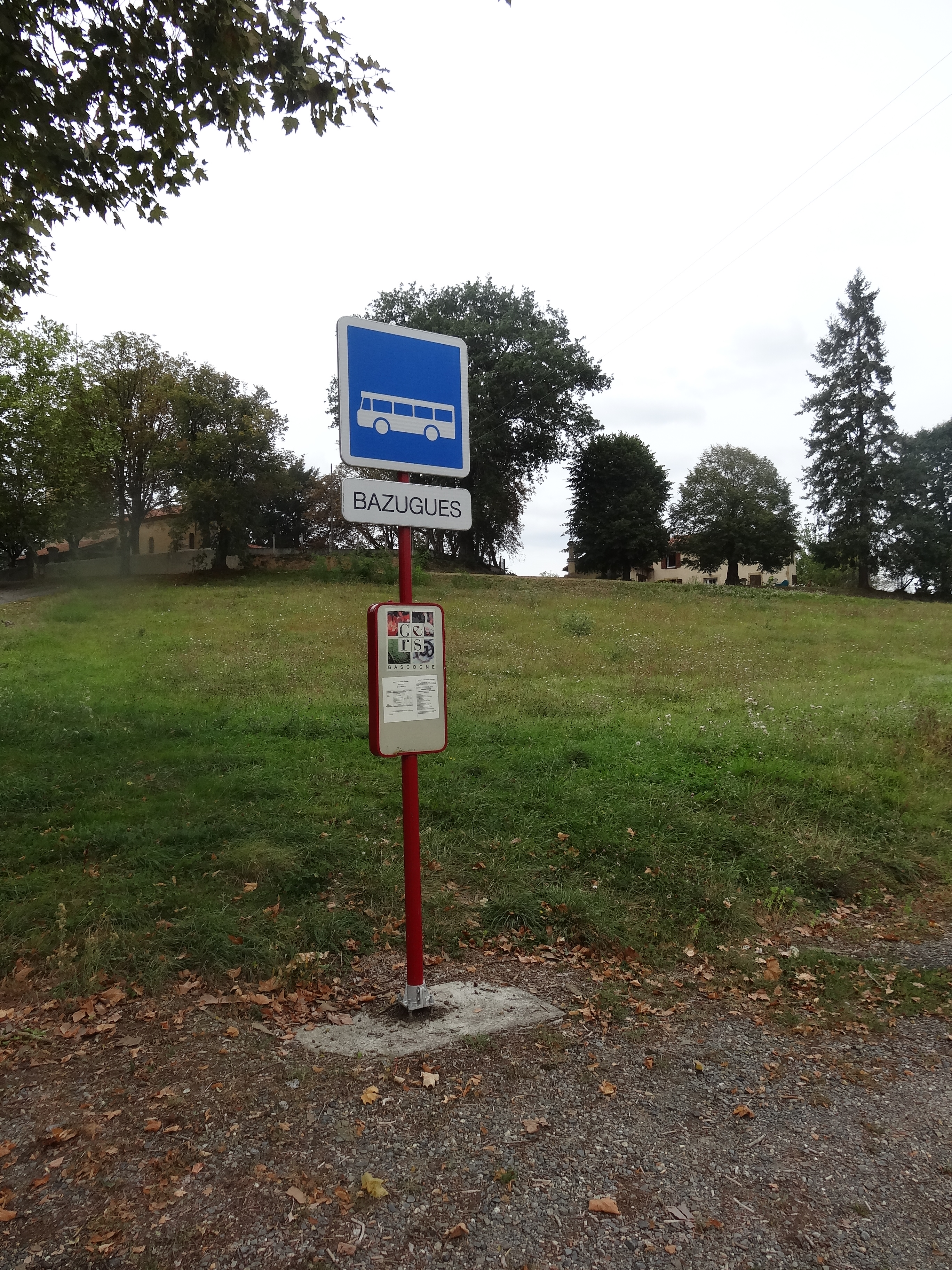
Arrêt de bus.

### Personnalités liées à la commune
- Caroline Martin : Miss Aquitaine 2007, prix de la photogénie à l'élection de Miss France 2008, originaire de la commune[31],[32].